# Auramin-Rhodamin-Färbung

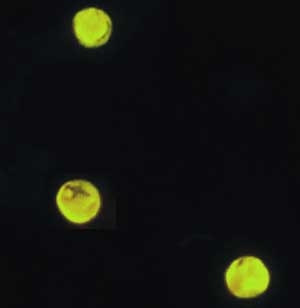
Mit Auramin-Rhodamin eingefärbte Oozysten von Cryptosporidium parvum

Die Auramin-Rhodamin-Färbung ist eine Einfärbemethode, um Bakterien mit säurefester Zellwand wie Mycobakterien per Fluoreszenzmikroskopie untersuchen zu können. Dadurch wird insbesondere Mycobacterium tuberculosis nachgewiesen, der Erreger der Tuberkulose. Sie gehört zu den Kaltfärbungen und ist im Vergleich zur Ziehl-Neelsen-Färbung deutlich schneller. Die Färbelösung besteht aus Auramin O und Rhodamin B.